# Malik Chibane
Malik Chibane (Saint-Vallier, 10 de març de 1964) és un guionista, director i productor de cinema francès.

## Biografia
Nascut a Drome, tenia tres anys quan els seus pares es van traslladar a Goussainville. El 1985, va treballar com a dissenyador d'il·luminació al Théâtre de la Porte-Saint-Martin. Va rebre el diploma d'organitzador d'esdeveniments culturals per les seves activitats dins de l'associació que va fundar, IDRISS. Va ser llavors quan va escriure la seva primera ficció que va rodar amb pocs recursos en format 16 mm, Hexagone, una pel·lícula que narra la vida d'una família d'immigrants àrabs. La pel·lícula es va traslladar a 35 mm amb l'ajuda de subvencions i es va estrenar als cinemes el 1994.
Malik Chibane va continuar la seva carrera escrivint i dirigint Douce France (1995), Nés quelque part (telefilm de 1997) , Voisins, voisines (2005), Le Choix de Myriam (telefilm en deux parties, 2008).

## Filmografia

### Cinema
- 1994 : Hexagone
- 1995 : Douce France
- 2005 : Voisins, voisines
- 2011 : Pauvre Richard
- 2016 : Les Enfants de la chance[3]
- 2024 : Ma part de Gaulois

### Televisió
- 1998 : Nés quelque part
- 2009 : Le Choix de Myriam
- 2011 : Furieuse

### Documentals
- 2002 : Le Policier et les députés musulmans (emesa per Arte l’11 de juny 2002[Enllaç no actiu])
- 2002 : La France black, blanc, beur, sauf en politique (emesa per Arte l’11 de juny 2002[Enllaç no actiu])